# 트라가칸트

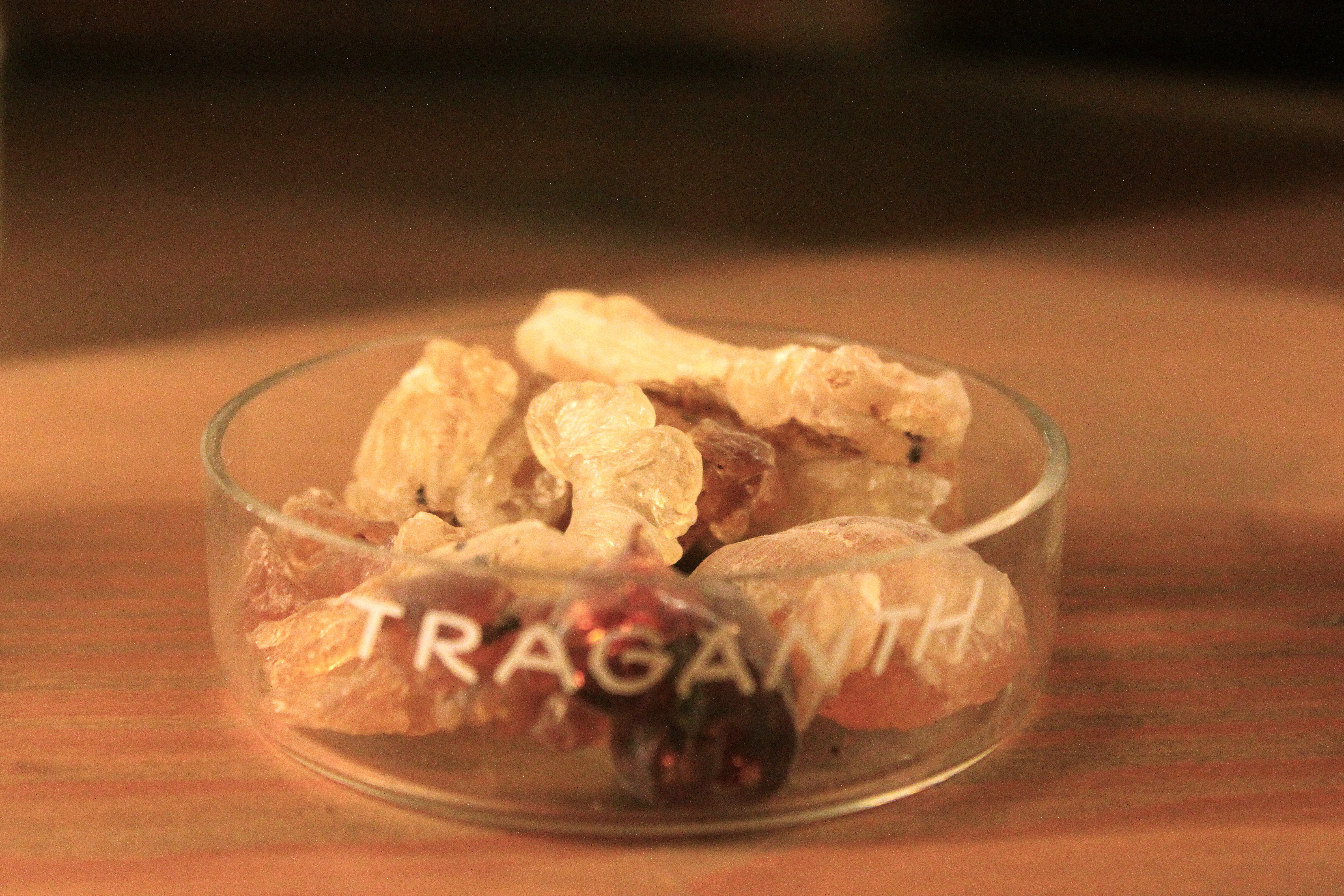
트라가칸트 검

트라가칸트(영어: Tragacanth)는 중동 지역에 자생하는 여러 황기속 식물의 뿌리에서 수액을 짜내 건조시켜 얻을 수 있는 천연고무의 일종으로, 트라가칸트 검이라고도 한다. 점성이 높고 무취·무미이며 물에 녹는다. 전통적으로 약재 및 연고로 사용되었으며, 공예 재료 및 결합제로도 사용한다. 최대 생산국은 이란이다.